# Irini Konitopoulou-Legaki
Irini Konitopoulou-Legaki (greacă Ειρήνη Κονιτοπούλου-Λεγάκη; n. 15 decembrie 1931, Keramoti⁠(d), Grecia – d. 28 martie 2022, Atena, Grecia) a fost o cântăreață greacă.

## Biografie
Irini Konitopoulou-Legaki s-a născut în Keramoti⁠(d), la 15 decembrie 1931. Era fiica proeminentului violonist Michalis Konitopoulos și a Mariei Fyrogenis. Din cei 11 copii ai familiei, cinci au supraviețuit: Irini, Giorgos, Kostas, Angeliki și Vangelis. 
În 1951, s-a stabilit la Atena și a devenit cunoscută în special pentru colaborarea Fundației Naționale Radio (EIR) cu Simon Karas.
În 1955, Irini Konitopoulou-Legaki s-a căsătorit cu Stelios Legakis și au avut patru copii. Împreună cu fratele ei George Konitopoulos și fiica ei Eleni Legaki, au trasat un curs important în domeniul Nisiotika.

## Decesul
Irini Konitopoulou-Legaki a murit pe 28 martie 2022, la vârsta de 90 de ani.